# Caraglio
Caraglio là một đô thị tại tỉnh Cuneo trong vùng Piedmont của Italia, vị trí cách khoảng 80 km về phía tây nam của Torino và khoảng 10 km về phía tây bắc của Cuneo. Tại thời điểm ngày 31 tháng 12 năm 2004, đô thị này có dân số 6.476 người và diện tích 41,5 km².
Đô thị Caraglio có các frazioni (đơn vị cấp dưới, chủ yếu là các làng) Vallera, Bottonasco, Paniale, Paschera San Carlo, Paschera San Defendentevà San Lorenzo.
Caraglio giáp các đô thị: Bernezzo, Busca, Cervasca, Cuneo, Dronero, Montemale di Cuneo, Valgrana.